# Узагальнене програмування
Узагальнене програмування (англ. generic programming) — парадигма програмування, що полягає в такому описі даних і алгоритмів, який можна застосовувати до різних типів даних, не змінюючи сам опис. У тому чи іншому вигляді підтримується різними мовами програмування.
Можливості узагальненого програмування вперше з'явилися в 1970-х роках у мовах CLU та Ada, а потім у багатьох об'єктно-орієнтованих мовах, таких як C++, Java, D і мовах для платформи .NET.
Термін "Узагальнене програмування" вперше було введене Девідом Массером і Олександром Степановим , які описували парадигму програмування, яка заснована на тому, що типи даних і структури даних є абстрактними і не впливають на конкретну реалізацію алгоритмів, а загальні функції реалізовані з використанням узагальнених формалізованих типів.

## Приклад застосування в мові C
Препроцесор мови C підтримує окремі можливості узагальненого програмування. Так, наприклад, функція обміну значень двох об'єктів даних може бути визначена як макрос:
```
#define SWAP(_a, _b, type) { type _c; _c = _b; _b = _a; _a = _c; }

```

і використана з програми, наприклад:
```
#include
 
<stdio.h>

#define SWAP(_a, _b, type) { type _c; _c = _b; _b = _a; _a = _c; }

int
 
main
()
 
{

    
int
 
a
=
1
,
 
b
=
4
;

    
double
 
c
=
2.3
,
 
d
=
3.4
;

    
SWAP
(
a
,
 
b
,
 
int
);

    
printf
(
"%i %i
\n
"
,
 
a
,
 
b
);

    
SWAP
(
c
,
 
d
,
 
double
);

    
printf
(
"%f %f
\n
"
,
 
c
,
 
d
);

    
return
 
0
;

}

```